# DierAnimal
DierAnimal is een unitaire, tweetalige Belgische politieke partij voor dierenrechten. De partij is de 19de partij ter wereld die belangen en rechten van dieren erkent en verdedigt.
DierAnimal werd opgericht in 2017. De partij stelt de positie van de planeet en al haar aardbewoners centraal.
DierAnimal is een zusterpartij van de Nederlandse Partij voor de Dieren, en komt zowel voor de federale als de gewestelijke verkiezingen op.

## Geschiedenis
DierAnimal werd opgericht eind 2017 en gelanceerd op 19 februari 2018. De partij werd gesticht door Constance Adonis, Larissa Baudlet, Iman Hassanzadeh, Jessy Maes, Giuseppe Polito en Peter Verhaegen.
DierAnimal deed voor het eerst mee aan de verkiezingen tijdens de Belgische federale en gewestelijke verkiezingen 2019, waarmee Victoria Austraet met 1385 voorkeurstemmen een zetel bemachtigde in het Brussels Hoofdstedelijk Gewest. In mei 2020 werd Austraet uit de partij gezet wegens meningsverschillen. Daarmee verloor de partij haar enige parlementaire vertegenwoordiger. Austraet besloot om voortaan als onafhankelijke te zetelen.